# سیپینز اینترنشنال
سیپینز اینترنشنال (انگلیسی: Sapiens International) شرکت نرم‌افزار اسرائیلی است، که در سال ۱۹۹۰ تأسیس شد.